# 廖泽云
廖泽云（Liu Chak Wan，1950年—），GLM，男，籍貫福建永定，生于香港新界，中华人民共和国政治人物，全国政协常委、澳门特别行政区行政会委员、澳门科技大学校监、澳门科技大学基金会行政委员会主席。於1974年在香港浸會學院英語語文學系畢業，以及工商管理博士學位。他父親是他就讀的上水小學的校長。

## 职务
自浸大畢業後，廖澤雲並沒有直接從商，而是用了三年在監獄署從事青少年罪犯的工作，三年後夫婦二人選擇移居澳門，接管他岳父的貿易公司。廖泽云担任康泽工商有限公司、新福利公共汽车有限公司、康泽科技有限公司、精英教育股份有限公司、新康恒汽车集团、天康投资有限公司等十多家企业董事长。

## 社会兼职
兼任澳门科技大学校董会主席、澳门科技大学校监、澳门中国总商会副会长。他亦担任第八、九、十、十一、十二届全国政协委员，第十届中国全国政协港澳台侨委员会副主任，第十一届、十二届中国全国政协常委；中华海外联谊会副会长，澳门基本法推广协会会长，镜湖医院慈善会主席，世界廖氏宗亲总会会长，澳门科技大学基金会行政委员会主席，爱沙尼亚共和国名誉领事，南京中医药大学荣誉校董会主席，暨南大学校董，中国政法大学校董等职。
廖泽云曾任澳门基本法起草委员会政制组召集人，澳门基本法咨询委员会秘书长，澳门特别行政区筹备委员会政制组召集人。自1999年至今出任過第一、二、三、四届澳门特别行政区行政会委员。
廖泽云关注中國内地教育、文化等社会公益事业。2008年北京奥运会圣火传递同时担任广州和澳门火炬手。2018年1月，他当选第十三届全国政协委员。

## 相關事件

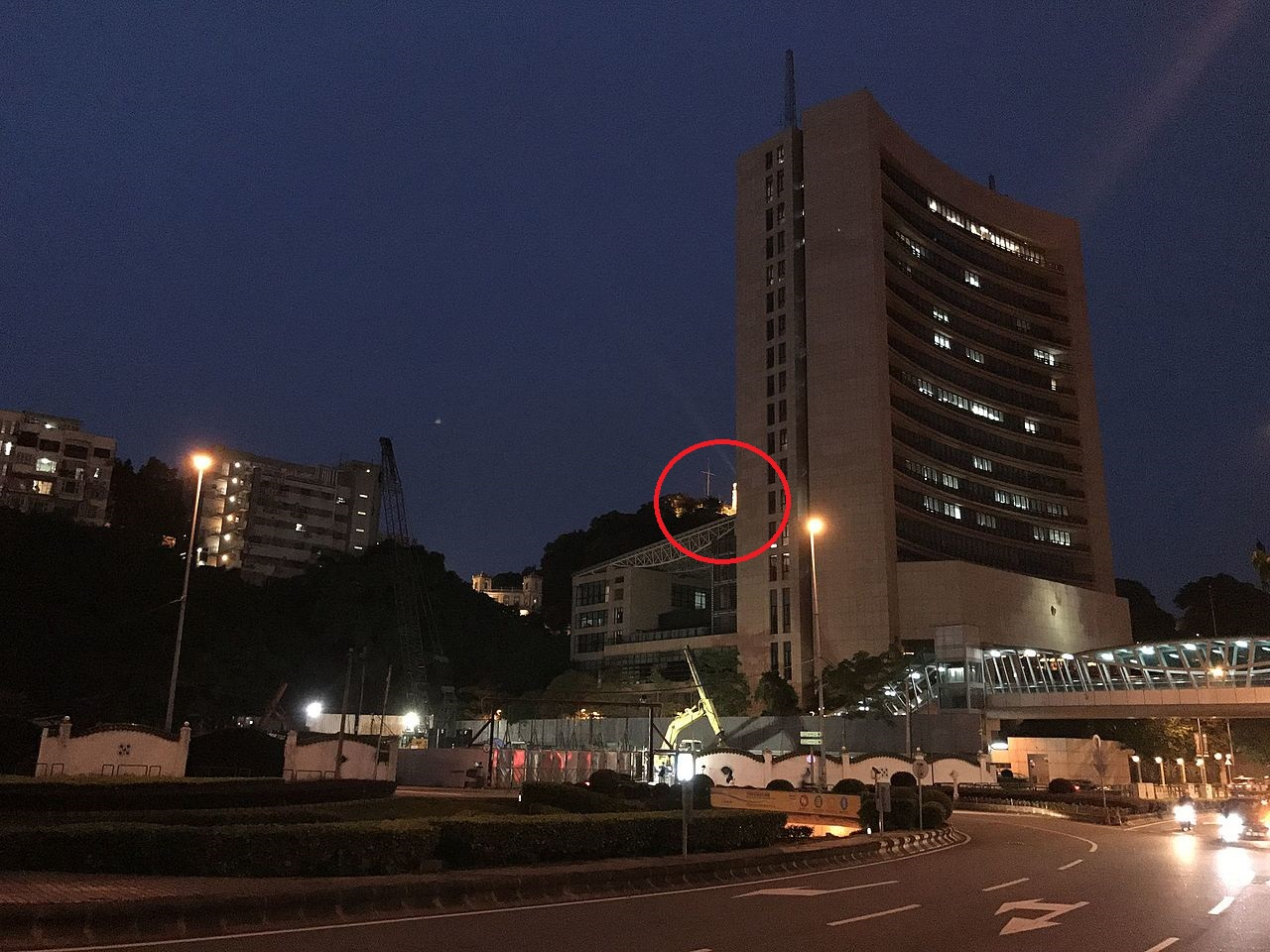
2017年，從羅理基博士大馬路望向澳門的象徵之一、世界文化遺產東望洋燈塔（紅圈）的視線幾乎被中聯辦大樓（136地段）阻擋，在大樓旁興建中的將達至85.20米高的高樓（即135地段，批給人為廖澤雲）後來更進一步破壞燈塔景觀

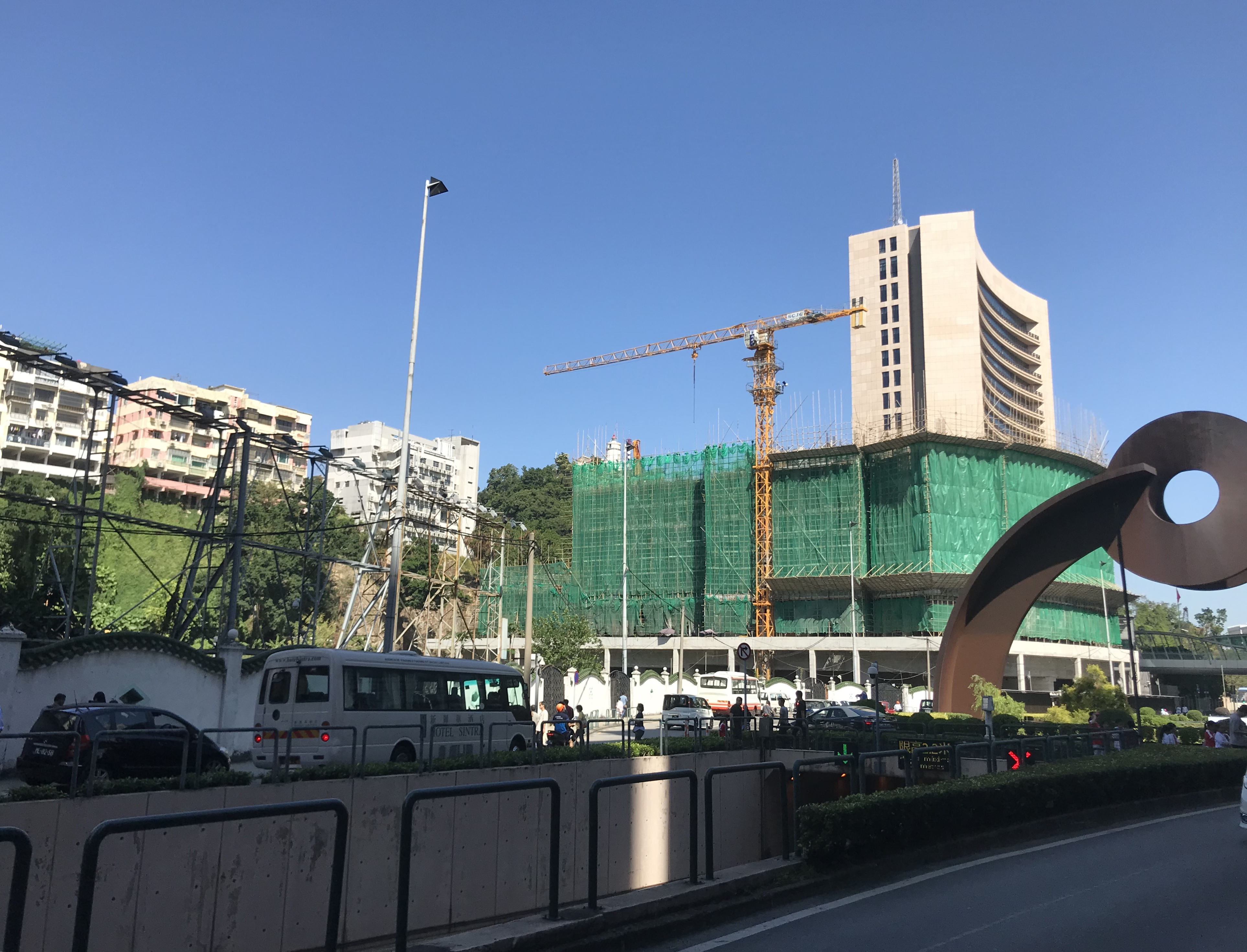
2018年的景觀，時澳門特首何厚鏵在2008年簽署第83/2008號行政長官批示（俗稱「限高批示」），仍然無阻東望洋燈塔的景觀進一步被破壞，興建中的135項目逐漸消滅燈塔的景觀

廖泽云是東望洋燈塔景觀危機中134及135地段的土地批給人，2006年，有消息傳出在中聯辦大樓鄰近的134地段和135地段的地皮跟中聯辦大樓一樣獲批建超過130米的超高樓，建成後將嚴重破壞世界文化遺產東望洋燈塔的景觀，引起社會反彈。經過民間組織抗議後，當局頒佈《第83/2008號》批示壓低區內建築的高度限制，然而中聯辦大樓已成區內指標，跟135地段一樣獲批建90米。有城市規劃委員會委員擺出高樓建成後，市民在區內將無法看到燈塔，批評審批部門仍然漠視民意和輕易無視城市規劃委員會的意見。
2016年，廉政總署在揭露澳門的16幅「放生閒置地」（長時間沒有開發的土地）中有3幅已經過期，按照新《土地法》必須收回。根據政府公報，134地段和135地段分別在1982和83年批出，已過25年批地期限，但仍未見當局有收回行動，其中135地段在同年更獲土地工務運輸局發出規劃條件圖，被媒體質疑是否「偷偷放生」。
土地工務運輸局事後回應表示，新口岸面積為3,520平方米的133地段及面積為7,802平方米的134地段早在1940及50年代批出，並且已在1991年及1998年獲轉為確定性批給，但該地段一直被空置，局方又以1980年的航空照片及房屋局登記編號為理據，以證明在兩地段裡興建過大樓。134地段的土地批給人廖澤雲表示，長期空置是因為從2004年買入土地之後，受東望洋燈塔附近建築限高影響，雖已將原計劃的興建135米壓低至90米，但一直未得到政府回應，所以10多年來都沒辦法開發，又表示損失約有16億澳門元以及不知道賠償方案。
然而有媒體報導指出，根據《政府公報》，有關地段在當年只是別墅用地，可發展的土地面積僅71㎡，大部分批地只能用作花園（3820㎡）。1983年，發展商曾要求將用地改為商住樓宇，但因規劃問題未獲當年的澳葡政府批准，之後政府從無公示有關地段可更改用途，亦沒有說明重建高層住宅要補多少地價。經媒體翻查相關文獻後，該地段曾建有高可寧家族所擁有的「大業別墅」，別墅當時樓高2層半，在1980年代後期荒廢，1995年拆除後曾一度被用作廢車場，之後地產界流傳地段曾多次轉手。根據《土地法》，即使是已獲轉確定性批給的土地，之後再重建加高、更改土地用途也須重新刊憲及計算溢價金。兩地段分別在2011及2013年批出街線圖，獲准興建90層高的商住樓宇，至今《政府公報》再無出現有關該地段的其他批示。

## 荣誉

### 勋章奖章
- 1999年獲葡萄牙共和國頒授 Classe do mérito industrial （工業功績動章）的Grande-oficial（高級軍官）銜 (PDF). Imprensa Nacional-Casa da Moeda, Portugal. 1999-11-04  [2024-06-24]. （原始内容存档 (PDF)于2024-06-24）.
- 金莲花荣誉勋章（澳门特别行政区，2019年9月30日公布[8]）

### 其他
- 香港浸會大學榮譽工商管理博士 (2019) 、傑出校友獎(2016年)、榮譽大學院士(2007年). 香港浸會大學.   [2024-06-24]. （原始内容存档于2024-08-11）.